# 자크 드미

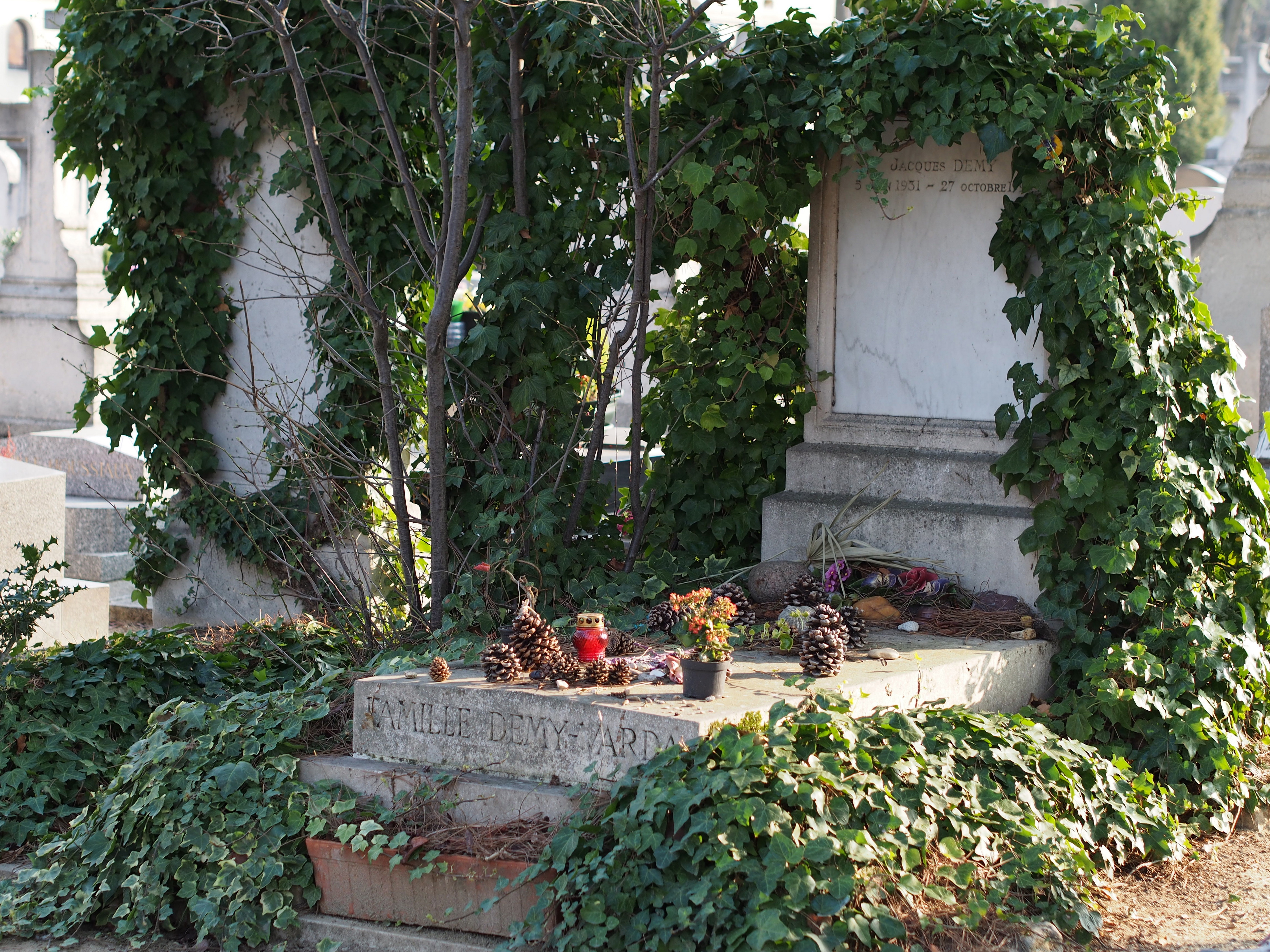
자크 드미의 무덤

자크 드미(프랑스어: Jacques Demy, 1931년 6월 5일 ~ 1990년 10월 27일)는 프랑스의 영화 감독, 영화 각본가, 작가이다.
영화 사조 상 누벨 바그 좌안파에 해당하였으며, 《쉘부르의 우산》, 《로슈포르의 연인들》 등 영화의 연출과 각본을 맡았다. 1966년 제17회 칸영화제 황금종려상, OCIC상을 수상하였다. 사후인 2001년 제66회 뉴욕 비평가 협회상 특별상을 수상했다. 1962년 결혼한 배우자 아녜스 바르다, 아들 마티외 드미 등이 영화 감독으로 일가족이 모두 영화계에 종사하였다. 1990년 10월 27일 AIDS로 사망하였다.

## 감독 영화 목록
- ARS (1959) - 단편
- 롤라 (1961)
- 천사들의 해안 (1963)
- 쉘부르의 우산 (1964)
- 로슈포르의 연인들 (1967)
- 모델 샵 (1969)
- 당나귀 공주 (1970)
- 더 파이드 파이퍼 (1972)
- 남자는 괴로워 (1973)
- 레이디 오스카 (1979)
- La Naissance du jour (1980)
- 도심 속의 방 (1982, Une chambre en ville)
- 파킹 (1985)